# عبود كنجو
عبود كنجو ،(مواليد عام 1945م - و: 31 ديسمبر 2014) في محافظة حلب) هو شاعر سوري ومُدرِّس لغة عربية.

## حياته
ولد في محافظة حلب عام 1945م. حفظ القرآن الكريم في كُتَّاب القرية، وتعلم مبادئ الكتابة والحساب، ثم التحق بالمدرسة الابتدائية، وحصل منها على الثانوية العامة وأهلية التعليم الابتدائي في حلب، ثم انتسب إلى جامعة بيروت العربية.

## السيرة المهنية
عمل في سلك التربية والتعليم، كما عمل ضابطاً في الخدمة الاحتياطية، ويعمل الآن في قسم التعليم الإلزامي بمديرية التربية بحلب. عمل مراسلاً صحفياً لمجلة الشراع في سورية لمدة خمس سنوات. يوالي نشر قصائده في الصحف المحلية والعربية. وهو عضو في اتحاد الكتاب العرب.

## مؤلفاته
1. لأنك تسكنين القلب. (شعر) دار الوطن العربي حلب: 1976م.
2. صهيل الشمس. (شعر) دار الشرق حلب: 1978م.
3. فضاء الورد. (شعر) دار الجليل. دمشق: 1994م.
4. وأعلن حبك في الخافقين. (شعر) دار الينابيع. دمشق: 1995م.
5. مرسومة كقوس الغمام : 1996م.
6. وكان قمرها عالياً. (شعر). اتحاد الكتاب العرب. دمشق: 1997م.
7. قتل العصافير. (قصص)، مطبعة عكرمة. دمشق: 1997م.
8. جمال عبد الناصر في الشعر العربي المعاصر.

## الجوائز والتكريمات
نال عدد من الجوائز الأدبية منها :
1. جائزة ربيعة الرقي للشعر. الرقة.
2. جائزة مجلة الأسبوع الأدبي .
3. جائزة القصة القصيرة من المستشارية الثقافية الإيرانية بدمشق .
4. جائزة هيروشيما للشعر من الأدب الياباني .
5. جائزة نقابة المعلمين والمكتب التنفيذي بدمشق .
6. جائزة مجلة جيش الشعب (الإدارة السياسة) . دمشق.[2]